# 784

## Nașteri
- dată necunoscută: Rabanus Maurus  (d. 856)

## Decese
- 27 noiembrie: Virgil de Salzburg  (n. 700)
- dată necunoscută: Baššār ibn-Burd poet irakian (n. 714)